# Фунария
Фунария (лат. Funaria) — род мхов из семейства Фунариевые (Funariaceae). Насчитывает около 300 видов.
Низкие (до 2–3 см, обычно ниже) напочвенные мхи бледно-зелёной окраски; растут группами или рыхлыми дерновинками. Стебель короткий, простой; от основания отходят короткие побеги с андроцеями. Листья от яйцевидных до ланцетных, верхние крупнее нижних и почковидно собраны. Коробочка на длинной ножке, наклонённая или повислая, грушевидная. Перистом двойной.
В России около 13 видов, в том числе Funaria dentata, Funaria microstoma, Funaria pulchella и др. Типовой вид рода — Funaria hygrometrica (Фунария влагомерная, или гигрометрическая). Её гигроскопичная ножка, способная верёвкообразно скручиваться в зависимости от влажности воздуха, дала название роду — от лат. funis (верёвка).
Фунарии встречаются на всех континентах за исключением Антарктиды, как на равнинах, так и в горах. Широко распространённая Funaria hygrometrica растёт на обнажённой почве в лесах, на лугах и полях, по обочинам дорог, вблизи строений (в том числе на старых стенах и бетонных поверхностях), на берегах рек и на осушенных торфяниках, а также на гарях и кострищах. В подходящих условиях может давать несколько генераций за вегетационный сезон, в отличие от большинства видов умеренной зоны.